# Danh sách loài thỏ

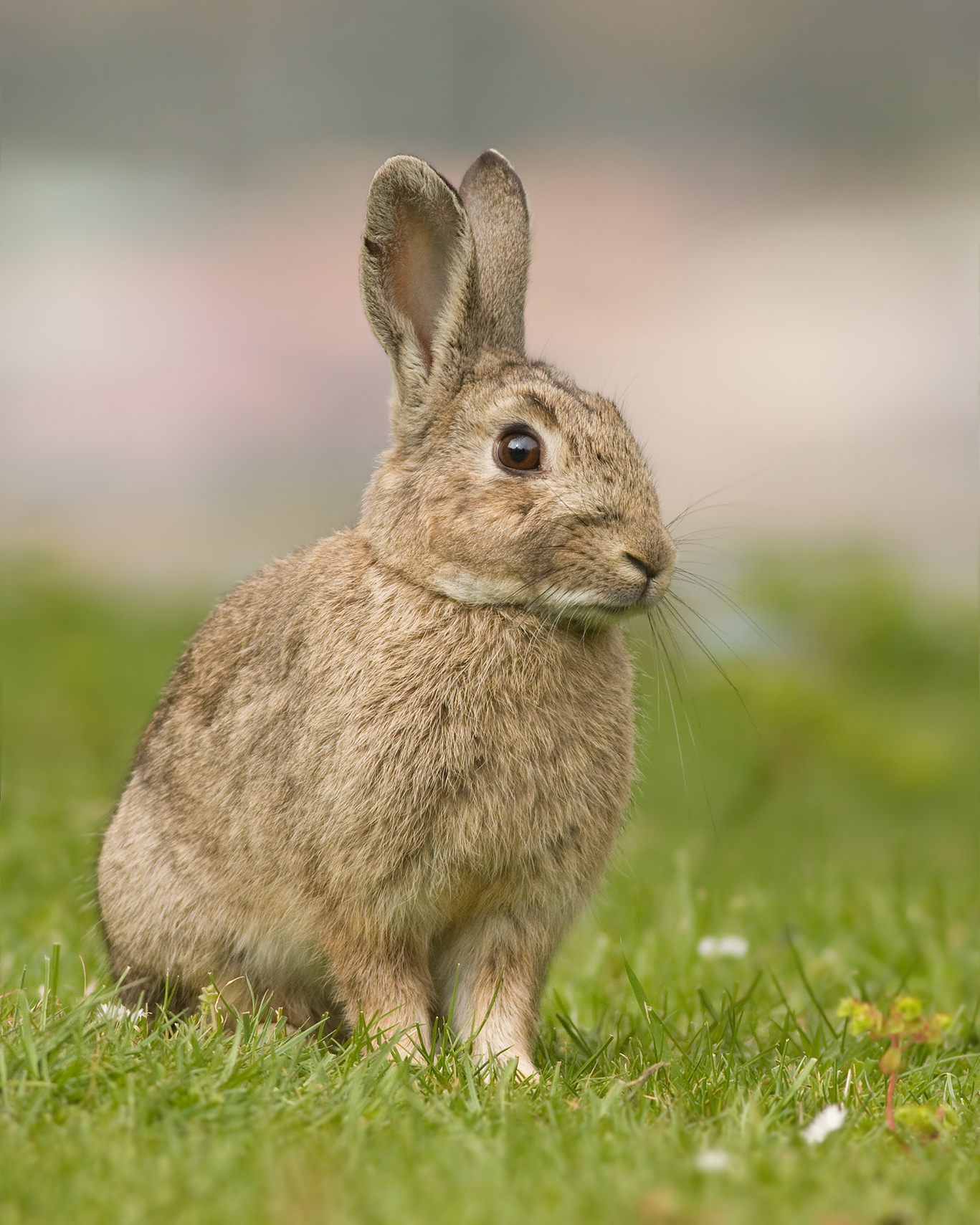
Thỏ châu Âu (Oryctolagus cuniculus)

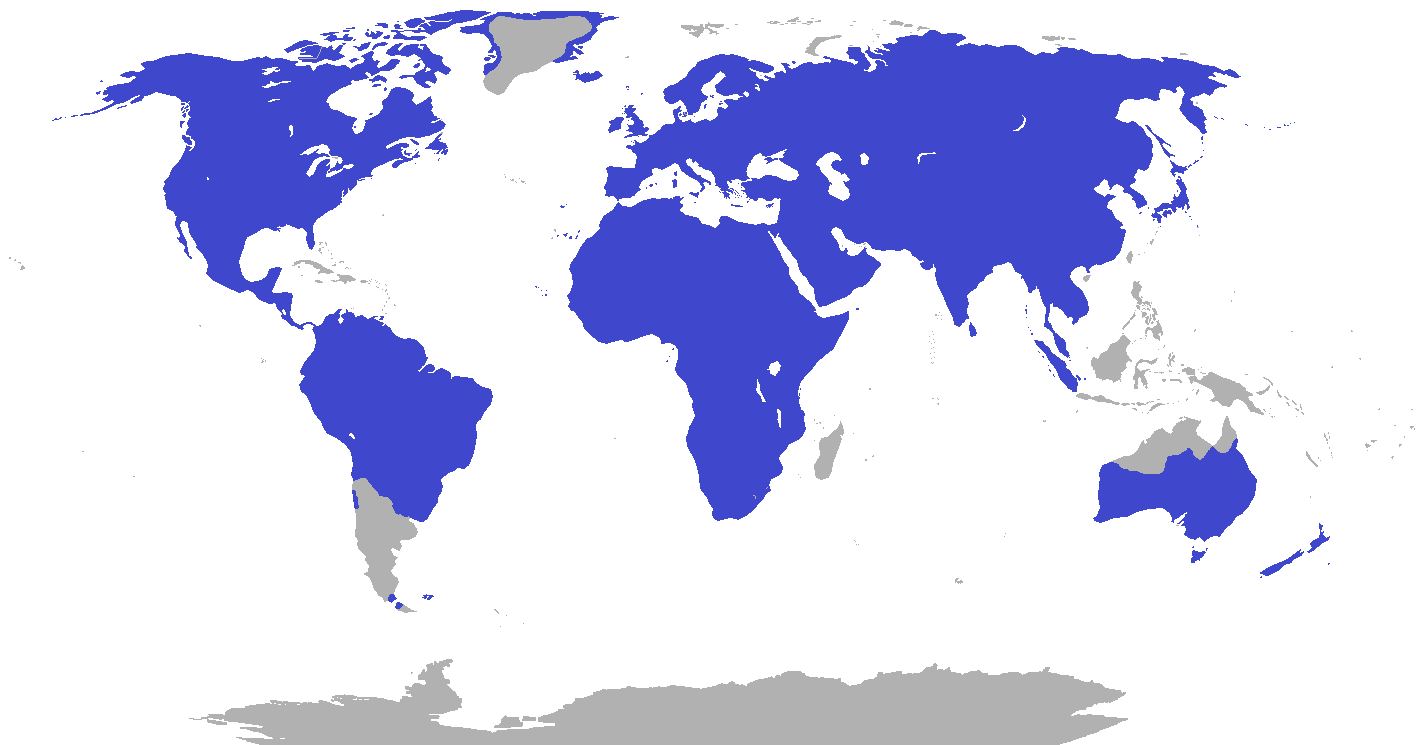
Vùng phân bố các loài thỏ trên thế giới

Bộ Thỏ (Lagomorpha) là một bộ thuộc lớp Thú, gồm thỏ đồng, thỏ và thỏ cộc pika. Trong tiếng Việt, các loài thuộc bộ Lagomorpha đều gọi chung là "thỏ". Hiện có 107 loài còn tồn tại được chia thành 12 chi trong 2 họ. Các loài thỏ sống trên mọi vùng đất với nhiều môi trường sống khác nhau, đặc biệt là rừng, đồng cỏ, cây bụi và khu vực đá sỏi. Nhìn chung, thỏ có kích thước nhỏ với hai nhóm kích cỡ chính, nhóm thỏ và thỏ đồng lớn hơn còn nhóm thỏ cộc nhỏ hơn. Nhỏ nhất là thỏ cộc Cam Túc 11 cm (4 in) cho đến lớn nhất là thỏ hoang mạc 76 cm (30 in). Các phân loài thỏ nhà của thỏ châu Âu đã được thuần hóa nên phổ biến rộng khắp thế giới.
Bộ Thỏ được chia thành hai họ: Họ Thỏ Leporidae và họ Thỏ cộc pika Ochotonidae. 73 loài Leporidae còn tồn tại được chia thành 11 chi, trong đó đa phần thuộc chi Lepus (thỏ đồng) và Sylvilagus (thỏ đuôi bông); 34 loài Ochotonidae còn tồn tại được nhóm trong một chi Ochotona duy nhất. Vị trí phân loại loài chính xác không cố định, gần đây có nhiều đề xuất được đưa ra dựa trên phân tích phát sinh loài phân tử. Không có loài thỏ nào bị tuyệt chủng gần đây, dù một số loài đang gặp nguy cơ tuyệt chủng, một loài là thỏ sông có tình trạng cực kỳ nguy cấp.

## Quy ước
Mã tình trạng bảo tồn được liệt kê tuân theo Sách đỏ các loài bị đe dọa của Liên minh Bảo tồn Thiên nhiên Quốc tế (IUCN). Bản đồ phân bố được đính kèm nếu có thông tin. Khi không có thông tin về bản đồ phân bố, sẽ được thay thế bằng mô tả về phạm vi môi trường hoạt động của loài. Vùng phân bố dựa trên danh sách đỏ IUCN cho loài đó trừ khi có ghi chú khác. Tất cả các loài hoặc phân loài đã tuyệt chủng được liệt kê cùng với các loài còn tồn tại đã tuyệt chủng sau năm 1500 và được biểu thị bằng biểu tượng thập tự "".

## Phân loại
Bộ Thỏ gồm 2 họ chứa 107 loài còn tồn tại chia vào 12 chi. Danh sách này không bao gồm các loài lai hoặc các loài tiền sử tuyệt chủng.
Họ Leporidae
- Chi Brachylagus: 1 loài
- Chi Bunolagus: 1 loài
- Chi Caprolagus: 1 loài
- Chi Lepus: 33 loài
- Chi Nesolagus: 2 loài
- Chi Oryctolagus: 1 loài
- Chi Pentalagus: 1 loài
- Chi Poelagus: 1 loài
- Chi Pronolagus: 4 loài
- Chi Romerolagus: 1 loài
- Chi Sylvilagus: 27 loài

Họ Ochotonidae
- Chi Ochotona: 34 loài

## Danh sách
Phân loại dưới đây dựa trên phân loại trong Mammal Species of the World (2005) cùng các đề xuất được chấp nhận rộng rãi từ khi sử dụng phân tích phát sinh chủng loại phân tử.

### Họ Thỏ (Leporidae)
| Tên thông thường | Tên khoa học và phân loài   | Phân bố                               | Kích thước và môi trường sống | Tình trạng bảo tồn và số lượng ước tính |
| ---------------- | --------------------------- | ------------------------------------- | --- | --------------------------------------- |
| Thỏ lùn          | B. idahoensis Merriam, 1891 | Miền Tây Hoa Kỳ (ngoại lai ở vùng đỏ) | Kích thước: dài 23–30 cm (9–12 in), cộng đuôi 1–3 cm (0–1 in) Môi trường sống: Cây bụi và hoang mạc Thức ăn: Cây ngải đắng, cỏ và các thực vật khác | LC · Không rõ                           |

| Tên thông thường | Tên khoa học và phân loài    | Phân bố          | Kích thước và môi trường sống                                                                                 | Tình trạng bảo tồn và số lượng ước tính |
| ---------------- | ---------------------------- | ---------------- | --- | --------------------------------------- |
| Thỏ sông         | B. monticularis Thomas, 1903 | Miền nam Nam Phi | Kích thước: dài 33–47 cm (13–19 in), cộng đuôi 7–11 cm (3–4 in) Môi trường sống: Cây bụi Thức ăn: Cây bụi, cỏ | CR · 100-200                            |

| Tên thông thường | Tên khoa học và phân loài | Phân bố  | Kích thước và môi trường sống | Tình trạng bảo tồn và số lượng ước tính |
| ---------------- | ------------------------- | -------- | --- | --------------------------------------- |
| Thỏ lông cứng    | C. hispidus Blyth, 1845   | Himalaya | Kích thước: dài 38–50 cm (15–20 in), cộng đuôi 2–4 cm (1–2 in) Môi trường sống: Đồng cỏ và đất ngập nước nội địa Thức ăn: Cỏ và thực vật khác | EN · Không rõ                           |

| Tên thông thường             | Tên khoa học và phân loài | Phân bố                                                                                     | Kích thước và môi trường sống | Tình trạng bảo tồn và số lượng ước tính |
| ---------------------------- | --- | ------------------------------------------------------------------------------------------- | --- | --------------------------------------- |
| Thỏ rừng Abyssinie           | L. habessinicus Hemprich & Ehrenberg, 1832 4 phân loài - L. h. angolensis - L. h. microtis - L. h. senegalensis - L. h. whytei | Sừng châu Phi                                                                               | Kích thước: dài 44–45 cm (17–18 in) Môi trường sống: Xa van, đồng cỏ và hoang mạc Thức ăn: Cỏ, cây bụi và thực vật thân thảo khác                                                         | LC · Không rõ                           |
| Thỏ rừng nhỏ                 | L. victoriae Heuglin, 1865 | Châu Phi Hạ Sahara                                                                          | Kích thước: dài 41–58 cm (16–23 in) Môi trường sống: Xa van, cây bụi và đồng cỏ Thức ăn: Các loại thực vật khác nhau                                                                      | LC · Không rõ                           |
| Thỏ rừng Alaska              | L. othus Merriam, 1900 2 phân loài - L. o. othus - L. o. tschuktschorum | Tây Alaska                                                                                  | Kích thước: dài 50–60 cm (20–24 in), cộng đuôi 6–11 cm (2–4 in) Môi trường sống: Rừng, cây bụi và đồng cỏ Thức ăn: Liễu lùn, cỏ, cói và thực vật khác                                     | LC · Không rõ                           |
| Thỏ rừng sao                 | L. alleni Mearns, 1890 3 phân loài - L. a. alleni - L. a. palitans - L. a. tiburonensis | Tây Nam Bắc Mỹ                                                                              | Kích thước: dài 43–70 cm (17–28 in), cộng đuôi 5–14 cm (2–6 in) Môi trường sống: Cây bụi, đồng cỏ và hoang mạc Thức ăn: Cỏ, đậu biếc và xương rồng                                        | LC · Không rõ                           |
| Thỏ Bắc Cực                  | L. arcticus Ross, 1819 4 phân loài - L. a. arcticus - L. a. bangsii - L. a. groenlandicus - L. a. monstrabilis | Vùng cực Bắc Mỹ                                                                             | Kích thước: dài 56–66 cm (22–26 in), cộng đuôi 4–10 cm (2–4 in)> Môi trường sống: Rừng, cây bụi và đồng cỏ Thức ăn: Thực vật thân gỗ                                                      | LC · Không rõ                           |
| Thỏ rừng đen                 | L. insularis Bryant, 1891 | Mũi Baja California                                                                         | Kích thước: dài 54–61 cm (21–24 in), cộng đuôi 6–12 cm (2–5 in) Môi trường sống: Cây bụi, đồng cỏ, hang động, hoang mạc và bãi biển Thức ăn: Cỏ và vỏ cây                                 | VU · 900                                |
| Thỏ tai to đuôi đen          | L. californicus Gray, 1837 6 phân loài - L. c. californicus - L. c. deserticola - L. c. insularis - L. c. magdalenae - L. c. melanotis - L. c. texianus | Miền Tây và trung Bắc Mỹ                                                                    | Kích thước: dài 47–63 cm (19–25 in), cộng đuôi 5–12 cm (2–5 in) Môi trường sống: Rừng, xa van, cây bụi, đồng cỏ và hoang mạc Thức ăn: Cỏ và thảo mộc, cành và vỏ cây                      | LC · Không rõ                           |
| Thỏ rừng chổi                | L. castroviejoi Arribas, 1977 | Miền Bắc Tây Ban Nha                                                                        | Kích thước: dài 41–59 cm (16–23 in) Môi trường sống: Rừng và cây bụi Thức ăn: Cỏ, thảo mộc, cây trồng, cành, chồi và vỏ cây                                                               | VU · Không rõ                           |
| Thỏ nâu                      | L. peguensis Blyth, 1855 2 phân loài - L. p. peguensis - L. p. vassali | Đông Nam Á                                                                                  | Kích thước: dài 40–59 cm (16–23 in), cộng đuôi 5–9 cm (2–4 in) Môi trường sống: Rừng, xa van, cây bụi và đồng cỏ Thức ăn: Cỏ, vỏ và cành cây                                              | LC · Không rõ                           |
| Thỏ mũi đất                  | L. capensis Linnaeus, 1758 12 phân loài - L. c. aegyptius - L. c. aquilo - L. c. arabicus - L. c. atlanticus - L. c. capensis - L. c. carpi - L. c. granti - L. c. hawkeri - L. c. isabellinus - L. c. schlumbergeri - L. c. sinaiticus - L. c. whitakeri                                                                        | Châu Phi và Tây Á                                                                           | Kích thước: dài 52–60 cm (20–24 in) Môi trường sống: Cây bụi, đồng cỏ và hoang mạc Thức ăn: Cỏ, cây bụi và thảo mộc                                                                       | LC · Không rõ                           |
| Thỏ rừng Trung Hoa           | L. sinensis Gray, 1832 3 phân loài - L. s. formosus - L. s. sinensis - L. s. yuenshanensis | Đông nam Trung Quốc và Đài Loan                                                             | Kích thước: dài 36–42 cm (14–17 in), cộng đuôi 17 cm (7 in) Môi trường sống: Cây bụi và đồng cỏ Thức ăn: Cây lá, chồi và cành non                                                         | LC · Không rõ                           |
| Thỏ rừng đảo Corse           | L. corsicanus Winton, 1898 | Miền nam nước Ý                                                                             | Kích thước: dài 55–61 cm (22–24 in) Môi trường sống: Rừng, cây bụi, đồng cỏ và bờ biển Thức ăn: Cỏ cũng như bạc hà, cây họ cói, đậu và hoa                                                | VU · Không rõ                           |
| Thỏ hoang mạc                | L. tibetanus Waterhouse, 1841 5 phân loài - L. t. centrasiaticus - L. t. craspedotis - L. t. pamirensis - L. t. stoliczkanus - L. t. tibetanus | Tây bắc Trung Quốc                                                                          | Kích thước: dài 40–76 cm (16–30 in) Môi trường sống: Cây bụi, đồng cỏ và hoang mạc Thức ăn: Nhiều loại thực vật cũng như hạt, quả mọng, rễ và cành cây                                    | LC · Không rõ                           |
| Thỏ rừng Ethiopia            | L. fagani Thomas, 1903 | Ethiopia                                                                                    | Kích thước: dài 42–50 cm (17–20 in), cộng đuôi 7–11 cm (3–4 in) Môi trường sống: Xa van, cây bụi và đồng cỏ Thức ăn: Thực vật chưa rõ                                                     | LC · Không rõ                           |
| Thỏ rừng cao nguyên Ethiopia | L. starcki Petter, 1963 | Miền trung Ethiopia                                                                         | Kích thước: dài 46–60 cm (18–24 in), cộng đuôi 7–12 cm (3–5 in) Môi trường sống: Cây bụi và đồng cỏ Thức ăn: Cỏ và cây bụi                                                                | LC · Không rõ                           |
| Thỏ rừng châu Âu             | L. europaeus Pallas, 1778 16 phân loài - L. e. caspicus - L. e. connori - L. e. creticus - L. e. cyprius - L. e. cyrensis - L. e. europaeus - L. e. hybridus - L. e. judeae - L. e. karpathorum - L. e. medius - L. e. occidentalis - L. e. parnassius - L. e. ponticus - L. e. rhodius - L. e. syriacus - L. e. transsylvanicus | Châu Âu, tây Á, đông bắc Bắc Mỹ, nam Nam Mỹ, đông Châu Đại Dương (ngoại lai ở vùng đỏ nhạt) | Kích thước: dài 60–75 cm (24–30 in), cộng đuôi 7–11 cm (3–4 in) Môi trường sống: Cây bụi và đồng cỏ Thức ăn: Cỏ, thảo mộc, cây trồng, cành, chồi và vỏ cây                                | LC · Không rõ                           |
| Thỏ rừng Granada             | L. granatensis Rosenhauer, 1856 3 phân loài - L. g. gallaecius - L. g. granatensis - L. g. solisi | Bán đảo Iberia (ngoại lai ở vùng hồng)                                                      | Kích thước: dài 44–48 cm (17–19 in), cộng đuôi 9–12 cm (4–5 in) Môi trường sống: Rừng, cây bụi và đồng cỏ Thức ăn: Chồi, cành, vỏ cây và cây trồng                                        | LC · Không rõ                           |
| Thỏ rừng Hải Nam             | L. hainanus Swinhoe, 1870 | Đảo Hải Nam                                                                                 | Kích thước: dài 35–40 cm (14–16 in), cộng đuôi 4–7 cm (2–3 in) Môi trường sống: Cây bụi và đồng cỏ Thức ăn: Thực vật                                                                      | EN · Không rõ                           |
| Thỏ rừng Ấn Độ               | L. nigricollis F. Cuvier, 1823 7 phân loài - L. n. aryabertensis - L. n. dayanus - L. n. nigricollis - L. n. ruficaudatus - L. n. sadiya - L. n. simcoxi - L. n. singhala | Tiểu lục địa Ấn Độ                                                                          | Kích thước: dài 40–70 cm (16–28 in) Môi trường sống: Rừng, cây bụi, đồng cỏ, đất ngập nước nội địa và hoang mạc Thức ăn: Cỏ và cây có hoa                                                 | LC · Không rõ                           |
| Thỏ rừng Nhật Bản            | L. brachyurus Temminck, 1845 4 phân loài - L. b. angustidens - L. b. brachyurus - L. b. lyoni - L. b. okiensis | Nhật Bản                                                                                    | Kích thước: dài 45–54 cm (18–21 in), cộng đuôi 2–5 cm (1–2 in) Môi trường sống: Rừng, cây bụi và đồng cỏ Thức ăn: Cỏ, chồi, cây con và cây bụi                                            | LC · Không rõ                           |
| Thỏ rừng Triều Tiên          | L. coreanus Thomas, 1892 | Bán đảo Triều Tiên                                                                          | Kích thước: dài 45–54 cm (18–21 in), cộng đuôi 2–5 cm (1–2 in) Môi trường sống: Cây bụi và đồng cỏ Thức ăn: Cỏ, cây bụi và vỏ cây                                                         | LC · Không rõ                           |
| Thỏ rừng Mãn Châu            | L. mandshuricus Radde, 1861 | Đông Á                                                                                      | Kích thước: dài 41–54 cm (16–21 in), cộng đuôi 5–8 cm (2–3 in) Môi trường sống: Rừng Thức ăn: Vỏ và cành cây, cũng như cây bụi, thảo mộc và trái cây                                      | LC · Không rõ                           |
| Thỏ núi                      | L. timidus Linnaeus, 1758 15 phân loài - L. t. ainu - L. t. begitschevi - L. t. gichiganus - L. t. hibernicus - L. t. kamtschaticus - L. t. kolymensis - L. t. kozhevnikovi - L. t. lugubris - L. t. mordeni - L. t. orii - L. t. scoticus - L. t. sibiricorum - L. t. timidus - L. t. transbaicalicus - L. t. varronis          | Châu Âu và Bắc Á                                                                            | Kích thước: dài 50–55 cm (20–22 in), cộng đuôi 5–7 cm (2–3 in) Môi trường sống: Rừng, cây bụi, đồng cỏ và đất ngập nước nội địa Thức ăn: Hạt, quả mọng, rễ, cành cây và các thực vật khác | LC · Không rõ                           |
| Thỏ rừng lông ngắn           | L. saxatilis F. Cuvier, 1823 2 phân loài - L. s. saxatilis - L. s. subrufus | Phía nam châu Phi                                                                           | Kích thước: dài 45–65 cm (18–26 in) Môi trường sống: Xa van, cây bụi, đồng cỏ và hoang mạc Thức ăn: Cỏ                                                                                    | LC · Không rõ                           |
| Thỏ rừng Mỹ                  | L. americanus Erxleben, 1777 6 phân loài - L. a. americanus - L. a. bairdii - L. a. cascadensis - L. a. dalli - L. a. struthopus - L. a. virginianus | Phía bắc Bắc Mỹ                                                                             | Kích thước: dài 38–51 cm (15–20 in), cộng đuôi 4–6 cm (2–2 in) Môi trường sống: Rừng và cây bụi Thức ăn: Cỏ, cây thân thảo, cói và dương xỉ                                               | LC · Không rõ                           |
| Thỏ rừng Tamaulipas          | L. altamirae Nelson, 1904 | Phía đông México                                                                            | Kích thước: dài khoảng 59 cm (23 in), cộng đuôi 7 cm (3 in) Môi trường sống: Cây bụi, rừng Thức ăn: Thực vật không rõ                                                                     | NE · Không rõ                           |
| Thỏ rừng Tehuantepec         | L. flavigularis Wagner, 1844 | Khu vực nhỏ phía nam México                                                                 | Kích thước: dài 56–61 cm (22–24 in) Môi trường sống: Xa van, cây bụi, đồng cỏ và bờ biển Thức ăn: Cỏ và thực vật khác                                                                     | EN · 300                                |
| Thỏ rừng tolai               | L. tolai Pallas, 1778 8 phân loài - L. t. aurigineus - L. t. buchariensis - L. t. cheybani - L. t. cinnamomeus - L. t. filchneri - L. t. lehmanni - L. t. swinhoei - L. t. tolai | Trung và Đông Á                                                                             | Kích thước: dài 40–59 cm (16–23 in), cộng đuôi 7–11 cm (3–4 in) Môi trường sống: Đồng cỏ và vùng sỏi đá Thức ăn: Rễ cây, cỏ và thảo mộc                                                   | LC · Không rõ                           |
| Thỏ rừng xám                 | L. callotis Wagler, 1830 2 phân loài - L. c. callotis - L. c. gaillardi | Miền nam Bắc Mỹ                                                                             | Kích thước: dài 43–60 cm (17–24 in), cộng đuôi 4–10 cm (2–4 in) Môi trường sống: Cây bụi và đồng cỏ Thức ăn: Cỏ và cây họ cói                                                             | VU · Không rõ                           |
| Thỏ rừng đuôi trắng          | L. townsendii Bachman, 1839 2 phân loài - L. t. campanius - L. t. townsendii | Miền trung và bắc Bắc Mỹ                                                                    | Kích thước: dài 53–60 cm (21–24 in) Môi trường sống: Cây bụi và đồng cỏ Thức ăn: Cỏ, thảo mộc và cây bụi                                                                                  | LC · Không rõ                           |
| Thỏ rừng len                 | L. oiostolus Hodgson, 1840 4 phân loài - L. o. hypsibius - L. o. oiostolus - L. o. pallipes - L. o. przewalskii | Trung Á                                                                                     | Kích thước: dài 40–50 cm (16–20 in), cộng đuôi 9 cm (4 in) Môi trường sống: Cây bụi, đồng cỏ và hoang mạc Thức ăn: Cỏ, lá cây, trái cây và cây trồng                                      | LC · Không rõ                           |
| Thỏ rừng Yarkand             | L. yarkandensis Günther, 1875 | Phía tây Trung Quốc                                                                         | Kích thước: dài 28–43 cm (11–17 in), cộng đuôi 5–9 cm (2–4 in) Môi trường sống: Rừng và cây bụi Thức ăn: Cỏ và cây trồng                                                                  | NT · Không rõ                           |
| Thỏ rừng Vân Nam             | L. comus Allen, 1927 | Hoa Nam                                                                                     | Kích thước: dài 28–43 cm (11–17 in), cộng đuôi 5–9 cm (2–4 in) Môi trường sống: Đồng cỏ Thức ăn: Cây thân thảo và cây bụi                                                                 | LC · Không rõ                           |

| Tên thông thường   | Tên khoa học và phân loài                       | Phân bố        | Kích thước và môi trường sống                                                                                     | Tình trạng bảo tồn và số lượng ước tính |
| ------------------ | ----------------------------------------------- | -------------- | --- | --------------------------------------- |
| Thỏ vằn Trường Sơn | N. timminsi Averianov, Abramov & Tikhonov, 2000 | Dãy Trường Sơn | Kích thước: dài 35–40 cm (14–16 in) Môi trường sống: Rừng Thức ăn: Thực vật không rõ                              | EN · Không rõ                           |
| Thỏ vằn Sumatra    | N. netscheri Schlegel, 1880                     | Sumatra        | Kích thước: dài 36–42 cm (14–17 in), cộng đuôi 17 cm (7 in) Môi trường sống: Rừng Thức ăn: Thực vật chi Cyrtandra | DD · Không rõ                           |

| Tên thông thường | Tên khoa học và phân loài | Phân bố                                                            | Kích thước và môi trường sống                                                                                                  | Tình trạng bảo tồn và số lượng ước tính |
| ---------------- | --- | ------------------------------------------------------------------ | --- | --------------------------------------- |
| Thỏ châu Âu      | O. cuniculus Linnaeus, 1758 7 phân loài - O. c. algirus - O. c. brachyotus - O. c. cnossius - O. c. cuniculus - O. c. domesticus - O. c. habetensis - O. c. huxleyi | Châu Âu, miền nam Nam Mỹ và châu Đại Dương (ngoại lai ở vùng hồng) | Kích thước: dài 38–50 cm (15–20 in) long Môi trường sống: Rừng, xa van, cây bụi và đồng cỏ Thức ăn: Cỏ, lá, chồi, vỏ và rễ cây | EN · Không rõ                           |

| Tên thông thường | Tên khoa học và phân loài | Phân bố               | Kích thước và môi trường sống | Tình trạng bảo tồn và số lượng ước tính |
| ---------------- | ------------------------- | --------------------- | --- | --------------------------------------- |
| Thỏ Amami        | P. furnessi Stone, 1900   | Điểm cực nam Nhật Bản | Kích thước: dài 39–53 cm (15–21 in), cộng đuôi 2–4 cm (1–2 in) Môi trường sống: Rừng, cây bụi và vùng bãi triều Thức ăn: Thảo mộc, cây bụi và dẻ rừng | EN · Không rõ                           |

| Tên thông thường | Tên khoa học và phân loài    | Phân bố   | Kích thước và môi trường sống | Tình trạng bảo tồn và số lượng ước tính |
| ---------------- | ---------------------------- | --------- | --- | --------------------------------------- |
| Thỏ Bunyoro      | P. marjorita St. Leger, 1929 | Trung Phi | Kích thước: dài 45–50 cm (18–20 in), cộng đuôi 4–5 cm (2–2 in) Môi trường sống: Rừng, xa van và vùng sỏi đá Thức ăn: Cỏ, cây bụi, thân thảo và củ | LC · Không rõ                           |

| Tên thông thường       | Tên khoa học và phân loài                                                                                                  | Phân bố           | Kích thước và môi trường sống | Tình trạng bảo tồn và số lượng ước tính |
| ---------------------- | --- | ----------------- | --- | --------------------------------------- |
| Thỏ rừng đá đỏ Hewitt  | P. saundersiae Hewitt, 1927                                                                                                | Miền nam châu Phi | Kích thước: dài 38–54 cm (15–21 in), cộng đuôi 5–12 cm (2–5 in) Môi trường sống: Cây bụi, đồng cỏ và vùng sỏi đá Thức ăn: Cỏ                        | LC · 10.000                             |
| Thỏ rừng đá đỏ Jameson | P. randensis Jameson, 1907 3 phân loài - P. r. caucinus - P. r. randensis - P. r. whitei                                   | Miền nam châu Phi | Kích thước: dài 42–50 cm (17–20 in) Môi trường sống: Cây bụi, đồng cỏ và vùng sỏi đá Thức ăn: Cỏ                                                    | LC · Không rõ                           |
| Thỏ rừng đá đỏ Natal   | P. crassicaudatus Geoffroy, 1832 2 phân loài - P. c. crassicaudatus - P. c. ruddi                                          | Miền nam châu Phi | Kích thước: dài 46–56 cm (18–22 in), cộng đuôi 3–11 cm (1–4 in) Môi trường sống: Cây bụi, đồng cỏ và vùng sỏi đá Thức ăn: Cỏ                        | LC · Không rõ                           |
| Thỏ rừng đá đỏ Smith   | P. rupestris Smith, 1834 5 phân loài - P. r. curryi - P. r. nyikae - P. r. rupestris - P. r. saundersiae - P. r. vallicola | Miền nam châu Phi | Kích thước: dài 38–54 cm (15–21 in), cộng đuôi 5–12 cm (2–5 in) Môi trường sống: Đồng cỏ, vùng sỏi đá và hoang mạc Thức ăn: Cỏ, thảo mộc và cây bụi | LC · 10.000                             |

| Tên thông thường | Tên khoa học và phân loài    | Phân bố         | Kích thước và môi trường sống                                                                               | Tình trạng bảo tồn và số lượng ước tính |
| ---------------- | ---------------------------- | --------------- | --- | --------------------------------------- |
| Thỏ núi lửa      | R. diazi Ferrari-Pérez, 1893 | Miền nam México | Kích thước: dài 27–32 cm (11–13 in), cộng đuôi 1–4 cm (0–2 in) Môi trường sống: Rừng và đồng cỏ Thức ăn: Cỏ | EN · 7.000                              |

| Tên thông thường             | Tên khoa học và phân loài | Phân bố                             | Kích thước và môi trường sống | Tình trạng bảo tồn và số lượng ước tính |
| ---------------------------- | --- | ----------------------------------- | --- | --------------------------------------- |
| Thỏ đuôi bông Andes          | S. andinus Thomas, 1897 | Bắc Andes                           | Kích thước: dài 33–36 cm (13–14 in), cộng đuôi 2–4 cm (1–2 in) Môi trường sống: Đồng cỏ Thức ăn: Cỏ và cây cói                                                                                         | DD · Không rõ                           |
| Thỏ đuôi bông núi Appalachia | S. obscurus Chapman, Cramer, Dippenaar, Robinson, 1992 | Phía đông châu Mỹ                   | Kích thước: dài 32–41 cm (13–16 in), cộng đuôi 2–7 cm (1–3 in) Môi trường sống: Rừng, cây bụi và đất ngập nước nội địa Thức ăn: Dương xỉ, cỏ, thân thảo, cây bụi và quả thông                          | NT · Không rõ                           |
| Thỏ đuôi bông Bogota         | S. apollinaris Thomas, 1920 | Colombia                            | Kích thước: Không rõ Môi trường sống: Rừng, đồng cỏ Thức ăn: Thực vật không rõ | NE · Không rõ                           |
| Thỏ bụi rậm                  | S. bachmani Waterhouse, 1839 6 phân loài - S. b. bachmani - S. b. cerrosensis - S. b. cinerascens - S. b. exiguus - S. b. howelli - S. b. ubericolor | Miền tây Bắc Mỹ                     | Kích thước: dài 30–37 cm (12–15 in), cộng đuôi 1–3 cm (0–1 in) Môi trường sống: Rừng, cây bụi, đồng cỏ, đất ngập nước nội địa và hoang mạc Thức ăn: Cỏ và thực vật khác                                | LC · Không rõ                           |
| Thỏ đuôi bông Trung Mỹ       | S. gabbi Allen, 1877 | Trung Mỹ                            | Kích thước: Không rõ Môi trường sống: Rừng Thức ăn: Thực vật không rõ | LC · Không rõ                           |
| Thỏ đuôi bông bờ biển        | S. tapetillus Thomas, 1913 | Rio de Janeiro, Brasil              | Kích thước: Không rõ Môi trường sống: Đồng cỏ Thức ăn: Thực vật không rõ | VU · Không rõ                           |
| Thỏ đuôi bông Colombia       | S. salentus Thomas, 1897 | Colombia                            | Kích thước: Không rõ Môi trường sống: Rừng, đồng cỏ Thức ăn: Thực vật không rõ | NE · Không rõ                           |
| Thỏ đuôi bông Brasil         | S. brasiliensis Linnaeus, 1758 14 phân loài - S. b. brasiliensis - S. b. capsalis - S. b. caracasensis - S. b. chillae - S. b. chotanus - S. b. defilippi - S. b. gibsoni - S. b. inca - S. b. kelloggi - S. b. meridensis - S. b. minensis - S. b. paraguensis - S. b. peruanus - S. b. truei                                                             | Đông bắc Brasil                     | Kích thước: Không rõ Môi trường sống: Rừng Thức ăn: Thực vật không rõ | EN · Không rõ                           |
| Thỏ đuôi bông sa mạc         | S. audubonii Baird, 1858 7 phân loài - S. a. arizonae - S. a. audubonii - S. a. baileyi - S. a. confinis - S. a. goldmani - S. a. minor - S. a. warreni | Miền tây Bắc Mỹ                     | Kích thước: dài 37–40 cm (15–16 in), cộng đuôi 5–6 cm (2–2 in) Môi trường sống: Rừng, cây bụi, đồng cỏ và hoang mạc Thức ăn: Cỏ, thân thảo và cây bụi                                                  | LC · Không rõ                           |
| Thỏ đuôi bông Dice           | S. dicei Harris Jr., 1932 | Costa Rica và Panama                | Kích thước: dài 34–45 cm (13–18 in), cộng đuôi 2–4 cm (1–2 in) Môi trường sống: Rừng, cây bụi, đồng cỏ Thức ăn: Thực vật không rõ                                                                      | VU · Không rõ                           |
| Thỏ đuôi bông Bắc Mỹ         | S. floridanus Allen, 1890 17 phân loài - S. f. alacer - S. f. avius - S. f. aztecus - S. f. chapmani - S. f. connectens - S. f. cumanicus - S. f. floridanus - S. f. hondurensis - S. f. macrocorpus - S. f. mallurus - S. f. margaritae - S. f. nigronuchalis - S. f. orinoci - S. f. orizabae - S. f. purgatus - S. f. superciliaris - S. f. yucatanicus | Bắc Mỹ, Trung Mỹ và miền bắc Nam Mỹ | Kích thước: dài 39–48 cm (15–19 in), cộng đuôi 2–7 cm (1–3 in) Môi trường sống: Rừng, xa van, cây bụi, đồng cỏ, đất ngập nước nội địa, vùng sỏi đá và hoang mạc Thức ăn: Nhiều loại thực vật khác nhau | LC · Không rõ                           |
| Thỏ đuôi bông Ecuador        | S. daulensis Allen, 1914 | Ecuador                             | Kích thước: Không rõ Môi trường sống: Rừng, đồng cỏ Thức ăn: Thực vật không rõ | NE · Không rõ                           |
| Thỏ đuôi bông hung           | S. fulvescens Allen, 1912 | Colombia                            | Kích thước: Không rõ Môi trường sống: Rừng, đồng cỏ Thức ăn: Thực vật không rõ | NE · Không rõ                           |
| Thỏ đồng lầy                 | S. palustris Bachman, 1837 3 phân loài - S. p. paludicola - S. p. palustris - S. p. hefneri | Phía đông châu Mỹ                   | Kích thước: dài 42–44 cm (17–17 in) Môi trường sống: Rừng, đồng cỏ, đất ngập nước nội địa và vùng triều Thức ăn: Quả mọng, thân rễ, củ, cỏ và các thực vật khác                                        | LC · Không rõ                           |
| Thỏ đuôi bông México         | S. cunicularius Horsfield, 1848 2 phân loài - S. c. cunicularius - S. c. insolitus | Nam México                          | Kích thước: dài 48–52 cm (19–20 in), cộng đuôi 5–7 cm (2–3 in) Môi trường sống: Rừng, cây bụi, đồng cỏ và hoang mạc Thức ăn: Thực vật không rõ                                                         | LC · Không rõ                           |
| Thỏ đuôi bông núi            | S. nuttallii Bachman, 1837 3 phân loài - S. n. grangeri - S. n. nuttallii - S. n. pinetis | Miền tây Bắc Mỹ                     | Kích thước: dài 28–36 cm (11–14 in), cộng đuôi 3–6 cm (1–2 in) Môi trường sống: Rừng và cây bụi Thức ăn: Ngải đắng và cỏ                                                                               | LC · Không rõ                           |
| Thỏ đuôi bông New England    | S. transitionalis Bangs, 1895 | New England                         | Kích thước: dài 39–44 cm (15–17 in) Môi trường sống: Rừng, cây bụi và đất ngập nước nội địa Thức ăn: Cỏ, thân thảo và cành cây                                                                         | VU · 17.000                             |
| Thỏ đuôi bông Nicefor        | S. nicefori Thomas, 1921 | Colombia                            | Kích thước: Không rõ Môi trường sống: Rừng, đồng cỏ Thức ăn: Thực vật không rõ | NE · Không rõ                           |
| Thỏ đuôi bông miền Bắc       | S. incitatus Bangs, 1901 | Đảo San Miguel, Panama              | Kích thước: Không rõ Môi trường sống: Rừng, đồng cỏ Thức ăn: Thực vật không rõ | NE · Không rõ                           |
| Thỏ đuôi bông Omilteme       | S. insonus Nelson, 1904 | Dãy Sierra Madre del Sur, México    | Kích thước: dài 39–44 cm (15–17 in), cộng đuôi 4–5 cm (2–2 in) Môi trường sống: Rừng Thức ăn: Thực vật không rõ                                                                                        | DD · Không rõ                           |
| Thỏ đuôi bông Holzner        | S. holzneri Mearns, 1896 3 phân loài - S. h. hesperius - S. h. holzneri - S. h. robustus | México và nam Hoa Kỳ                | Kích thước: Không rõ Môi trường sống: Đồng cỏ và đất sỏi đá Thức ăn: Thực vật không rõ | NE · Không rõ                           |
| Thỏ đuôi bông Santa Marta    | S. sanctaemartae Hershkovitz, 1950 | Columbia                            | Kích thước: Không rõ Môi trường sống: Rừng, đồng cỏ Thức ăn: Thực vật không rõ | DD · Không rõ                           |
| Thỏ đuôi bông Suriname       | S. parentum Ruedas, 2017 | Tây Suriname                        | Kích thước: Dài khoảng 39 cm (15 in), cộng đuôi 3 cm (1 in) Môi trường sống: Rừng Thức ăn: Thực vật không rõ                                                                                           | NE · Không rõ                           |
| Thỏ đầm lầy                  | S. aquaticus Bachman, 1837 2 phân loài - S. a. aquaticus - S. a. littoralis | Miền nam Hoa Kỳ                     | Kích thước: Dài 45–55 cm (18–22 in), cộng đuôi 5–8 cm (2–3 in) Môi trường sống: Rừng, cây bụi, đồng cỏ và đất ngập nước nội địa Thức ăn: Cỏ, cói, cây bụi, vỏ, hạt và cành cây                         | LC · Không rõ                           |
| Thỏ đảo Tres Marias          | S. graysoni Allen, 1877 | Tây nam México                      | Kích thước: Dài 21–48 cm (8–19 in), cộng đuôi 1–6 cm (0–2 in) Môi trường sống: Rừng, xa van và cây bụi Thức ăn: Nhiều loại thực vật đa dạng                                                            | EN · Không rõ                           |
| Thỏ đất thấp Venezuela       | S. varynaensis Durant & Guevara, 2001 | Venezuela                           | Kích thước: Dài 41–49 cm (16–19 in), cộng đuôi 2–3 cm (1–1 in) Môi trường sống: Rừng và xa van Thức ăn: Các loài cây bái                                                                               | DD · Không rõ                           |
| Thỏ đuôi bông miền Tây       | S. surdaster Thomas, 1901 | Ecuador                             | Kích thước: Không rõ Môi trường sống: Rừng và đồng cỏ Thức ăn: Thực vật không rõ | NE · Không rõ                           |

### Họ Thỏ cộc (Ochotonidae)
| Tên thông thường      | Tên khoa học và phân loài | Phân bố                               | Kích thước và môi trường sống | Tình trạng bảo tồn và số lượng ước tính |
| --------------------- | --- | ------------------------------------- | --- | --------------------------------------- |
| Thỏ cộc Afghanistan   | O. rufescens Gray, 1842 3 phân loài - O. r. regina - O. r. rufescens - O. r. shukurovoi                                                                                   | Trung Á                               | Kích thước: Dài 15–24 cm (6–9 in) Môi trường sống: Rừng, cây bụi và hoang mạc Thức ăn: Thảo mộc và cây bụi                                           | LC · Không rõ                           |
| Thỏ cộc núi Alpes     | O. alpina Pallas, 1773 4 phân loài - O. a. alpina - O. a. changaica - O. a. cinereofusca - O. a. sushkini                                                                 | Đông Bắc Á                            | Kích thước: Dài 15–26 cm (6–10 in) Môi trường sống: Đất đá Thức ăn: Nhiều loại thực vật khác nhau                                                    | LC · Không rõ                           |
| Thỏ cộc Mỹ            | O. princeps Richardson, 1828 5 phân loài - O. p. figginsi - O. p. princeps - O. p. saxatilis - O. p. schisticeps - O. p. taylori                                          | Miền tây Bắc Mỹ                       | Kích thước: Dài 15–22 cm (6–9 in) Môi trường sống: Đất đá Thức ăn: Cỏ, cói, thân thảo và cây bụi                                                     | LC · Không rõ                           |
| Thỏ cộc đỏ Trung Quốc | O. erythrotis Büchner, 1890 | Miền trung Trung Quốc                 | Kích thước: Dài 18–19 cm (7–7 in) Môi trường sống: Đất đá Thức ăn: Nhiều loại thực vật khác nhau                                                     | LC · Không rõ                           |
| Thỏ cộc có cổ         | O. collaris Nelson, 1893 | Tây bắc Bắc Mỹ                        | Kích thước: Dài 14–21 cm (6–8 in) Môi trường sống: Đất đá Thức ăn: Nhiều loại thực vật cũng như óc chim chết                                         | LC · Không rõ                           |
| Thỏ cộc Daurian       | O. dauurica Pallas, 1776 4 phân loài - O. d. annectens - O. d. bedfordi - O. d. dauurica - O. d. mursavi                                                                  | Đông Bắc Á                            | Kích thước: Dài 17–22 cm (7–9 in) Môi trường sống: Đồng cỏ Thức ăn: Cỏ, cây họ đậu, cây bụi và hoa                                                   | LC · Không rõ                           |
| Thỏ cộc đầu bằng      | O. flatcalvariam Liu, Jin et al., 2017 | Miền trung Trung Quốc                 | Kích thước: Ngắn hơn 18 cm (7 in) Môi trường sống: Rừng và cây bụi Thức ăn: Nhiều loại thực vật khác nhau                                            | NE · Không rõ                           |
| Thỏ cộc Forrest       | O. forresti Thomas, 1923 | Đông Nam Á                            | Kích thước: Dài 15–19 cm (6–7 in) Môi trường sống: Rừng và cây bụi Thức ăn: Nhiều loại thực vật khác nhau                                            | LC · Không rõ                           |
| Thỏ cộc Cam Túc       | O. cansus Lyon, 1907 4 phân loài - O. c. cansus - O. c. morosa - O. c. sorella - O. c. stevensi                                                                           | Miền trung Trung Quốc                 | Kích thước: Dài 11–17 cm (4–7 in) Môi trường sống: Đồng cỏ và cây bụi Thức ăn: Cây bụi và thực vật khác                                              | LC · Không rõ                           |
| Thỏ cộc Glover        | O. gloveri Thomas, 1922 3 phân loài - O. g. brookei - O. g. calloceps - O. g. gloveri                                                                                     | Miền trung Trung Quốc                 | Kích thước: Dài 16–25 cm (6–10 in) Môi trường sống: Đất đá Thức ăn: Cỏ, cói và cây thân thảo                                                         | LC · Không rõ                           |
| Thỏ cộc bạc           | O. argentata Howell, 1928 | Miền trung Trung Quốc                 | Kích thước: Dài 20–24 cm (8–9 in) Môi trường sống: Đất đá Thức ăn: Nhiều loại thực vật khác nhau                                                     | EN · Không rõ                           |
| Thỏ cộc Hoffmann      | O. hoffmanni Formozov, Yakhontov & Dmitriev, 1996 | Bắc Mông Cổ                           | Kích thước: Dài 19–21 cm (7–8 in) Môi trường sống: Đất đá Thức ăn: Nhiều loại thực vật khác nhau                                                     | EN · Không rõ                           |
| Thỏ cộc Ili           | O. iliensis Li & Ma, 1986 | Tây Trung Quốc                        | Kích thước: Dài 20–21 cm (8–8 in) Môi trường sống: Đất đá Thức ăn: Thảo mộc và cây bụi                                                               | EN · Không rõ                           |
| Thỏ cộc Kazakh        | O. opaca Argiropulo, 1930 | Trung Á                               | Kích thước: Dài 17–22 cm (7–9 in) Môi trường sống: Đông cỏ và đất đá Thức ăn: Thảo mộc, cây bụi và cỏ                                                | LC · Không rõ                           |
| Thỏ cộc Triều Tiên    | O. coreana Allen & Andrews, 1913 | Bắc Triều Tiên và đông nam Trung Quốc | Kích thước: Dài 16–21 cm (6–8 in) Môi trường sống: Đất đá Thức ăn: Thảo mộc, cây bụi, nấm, quả mọng, hạt và địa y                                    | DD · Không rõ                           |
| Thỏ cộc Koslov        | O. koslowi Büchner, 1894 | Tây Trung Quốc                        | Kích thước: Dài 22–24 cm (9–9 in) Môi trường sống: Đồng cỏ Thức ăn: Cói và thực vật khác                                                             | EN · Không rõ                           |
| Thỏ cộc Ladakh        | O. ladacensis Günther, 1875 | Tây Trung Quốc, bắc Ấn Độ và Pakistan | Kích thước: Dài 18–25 cm (7–10 in) Môi trường sống: Đồng cỏ Thức ăn: Cây bụi, hoa và rễ cây                                                          | LC · Không rõ                           |
| Thỏ cộc tai to        | O. macrotis Günther, 1875 5 phân loài - O. m. auritus - O. m. chinensis - O. m. macrotis - O. m. sacana - O. m. wollastoni                                                | Trung Á và miền trung Trung Quốc      | Kích thước: Dài 15–20 cm (6–8 in) Môi trường sống: Đất đá Thức ăn: Cỏ, cây họ đậu, cói, thảo mộc, quả mọng, cành cây, rêu và địa y                   | LC · Không rõ                           |
| Thỏ cộc Mãn Châu      | O. mantchurica Thomas, 1909 | Đông bắc Trung Quốc                   | Kích thước: Dài 13–22 cm (5–9 in) Môi trường sống: Rừng, cây bụi và đất đá Thức ăn: Nhiều loại thực vật khác nhau                                    | LC · Không rõ                           |
| Thỏ cộc Tây Tạng      | O. thibetana Milne-Edwards, 1871 3 phân loài - O. t. nangqenica - O. t. osgoodi - O. t. thibetana                                                                         | Miền trung Trung Quốc                 | Kích thước: Dài 14–18 cm (6–7 in) Môi trường sống: Rừng và cây bụi Thức ăn: Nhiều loại thực vật khác nhau                                            | LC · Không rõ                           |
| Thỏ cộc phương Bắc    | O. hyperborea Pallas, 1811 7 phân loài - O. h. cinereoflava - O. h. ferruginea - O. h. hyperborea - O. h. normalis - O. h. uralensis - O. h. yesoensis - O. h. yoshikurai | Đông Bắc Á                            | Kích thước: Dài 13–29 cm (5–11 in) Môi trường sống: Rừng, cây bụi và đất đá Thức ăn: Thảo mộc, cây bụi, thân thảo, nấm, quả mọng, hạt giống và địa y | LC · Không rõ                           |
| Thỏ cộc Nubra         | O. nubrica Thomas, 1922 2 phân loài - O. n. lhasaensis - O. n. nubrica | Nam Á                                 | Kích thước: Dài 14–19 cm (6–7 in) Môi trường sống: Cây bụi và đồng cỏ Thức ăn: Nhiều loại thực vật khác nhau                                         | LC · Không rõ                           |
| Thỏ cộc Mông Cổ       | O. pallasi Gray, 1867 4 phân loài - O. p. hamica - O. p. pallasi - O. p. pricei - O. p. sunidica                                                                          | Trung và Đông Á                       | Kích thước: Dài 19–23 cm (7–9 in) Môi trường sống: Đồng cỏ và đất đá Thức ăn: Cỏ và thảo mộc                                                         | LC · Không rõ                           |
| Thỏ cộc cao nguyên    | O. curzoniae Hodgson, 1858 | Tây Trung Quốc và Bắc Ấn Độ           | Kích thước: Dài 16–21 cm (6–8 in) Môi trường sống: Đồng cỏ và hoang mạc Thức ăn: Nhiều loại thực vật khác nhau                                       | LC · Không rõ                           |
| Thỏ cộc Cung Lai      | O. qionglaiensis Liu, Jin et al., 2017 | Miền trung Trung Quốc                 | Kích thước: Dài 14–18 cm (6–7 in) Môi trường sống: Rừng và cây bụi Thức ăn: Nhiều loại thực vật khác nhau                                            | NE · Không rõ                           |
| Thỏ cộc Royle         | O. roylei Ogilby, 1839 4 phân loài - O. r. himalayana - O. r. nepalensis - O. r. roylei - O. r. wardi                                                                     | Tây Trung Quốc và Bắc Ấn Độ           | Kích thước: Dài 13–21 cm (5–8 in) Môi trường sống: Đất đá Thức ăn: Thân thảo và các thực vật khác                                                    | LC · Không rõ                           |
| Thỏ cộc núi Nga Mi    | O. sacraria Thomas, 1923 | Núi Nga Mi, Trung Quốc                | Kích thước: Dài 14–18 cm (6–7 in) Môi trường sống: Rừng và cây bụi Thức ăn: Nhiều loại thực vật khác nhau                                            | NE · Không rõ                           |
| Thỏ cộc Sikkim        | O. sikimaria Thomas, 1922 | Đông bắc Ấn Độ                        | Kích thước: Dài 14–18 cm (6–7 in) Môi trường sống: Rừng và cây bụi Thức ăn: Nhiều loại thực vật khác nhau                                            | NE · Không rõ                           |
| Thỏ cộc thảo nguyên   | O. pusilla Pallas, 1769 2 phân loài - O. p. angustifrons - O. p. pusilla                                                                                                  | Trung Á                               | Kích thước: Dài 15–21 cm (6–8 in) Môi trường sống: Cây bụi và đồng cỏ Thức ăn: Cỏ và thực vật trên mặt đất                                           | LC · Không rõ                           |
| Thỏ cộc Thomas        | O. thomasi Argiropulo, 1948 | Miền trung Trung Quốc                 | Kích thước: Dài 13–16 cm (5–6 in) Môi trường sống: Cây bụi và đồng cỏ Thức ăn: Nhiều loại thực vật khác nhau                                         | LC · Không rõ                           |
| Thỏ cộc Tần Lĩnh      | O. huangensis Matschie, 1908 | Miền trung Trung Quốc                 | Kích thước: Dài 13–18 cm (5–7 in) Môi trường sống: Rừng và cây bụi Thức ăn: Nhiều loại thực vật khác nhau                                            | LC · Không rõ                           |
| Thỏ cộc đỏ Turkestan  | O. rutila Sévertsov, 1873 | Trung Á                               | Kích thước: Dài 18–26 cm (7–10 in) Môi trường sống: Đất đá Thức ăn: Cỏ và thực vật khác                                                              | LC · Không rõ                           |
| Thỏ cộc Turuchan      | O. turuchanensis Naumov, 1934 | Miền trung nước Nga                   | Kích thước: Dài 15–22 cm (6–9 in) Môi trường sống: Đất đá Thức ăn: Nhiều loại thực vật khác nhau                                                     | LC · Không rõ                           |
| Thỏ cộc vàng          | O. huanglongensis Liu, Jin et al., 2017 | Miền trung Trung Quốc                 | Kích thước: Dài 14–18 cm (6–7 in) Môi trường sống: Rừng và cây bụi Thức ăn: Nhiều loại thực vật khác nhau                                            | NE · Không rõ                           |